# Max Pechstein

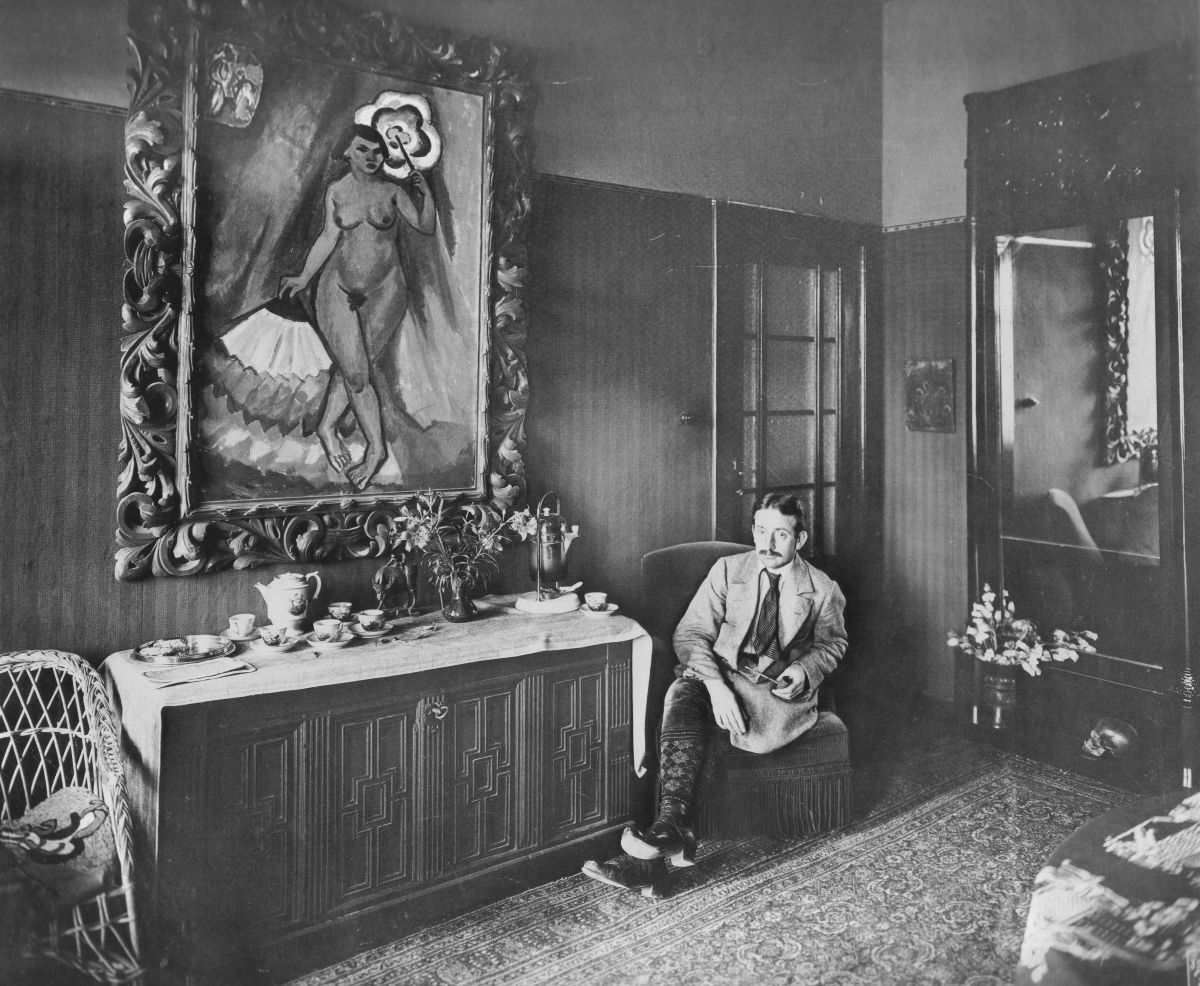
Max Pechstein, 1915.

Max Hermann Pechstein (Zwickau, Reino de Sajonia, 31 de diciembre de 1881 - Berlín, 29 de junio de 1955). Pintor expresionista alemán y artista gráfico. Formado en la Academia de Dresde y en la Kunstgewerbeschule, en 1906 se integró en Die Brücke. Trabajó en un expresionismo atemperado influido por la pintura fauvista francesa, especialmente Matisse. En 1908 se trasladó a Berlín donde tomó parte en la fundación de la Neue Secession, lo que le llevó a ser expulsado de Die Brücke en 1912. Sus temas favoritos se relacionan con el exotismo y la unión con la naturaleza, motivo por el cual visitó las islas Palaos del Pacífico en 1914. Se vinculó con "Der Blaue Reiter", siendo uno de los miembros del grupo que más pronto alcanzó la popularidad. Tras la Primera Guerra Mundial, en la que combatió como soldado, formó parte del "Novembergruppe", enseñando en la Academia de las Artes de Prusia hasta la llegada del nazismo, que le retiró de sus cargos y le condenó al ostracismo. En 1945 fue rehabilitado y trabajó como profesor de la Escuela Superior de Artes Figurativas.

## Biografía
Pechstein nació en Zwickau, hijo de un artesano que trabajaba en una fábrica textil en una familia de ocho miembros. Un contacto temprano con el arte de Vincent van Gogh estimuló el desarrollo de Pechstein hacia el expresionismo. Primero trabajó como decorador en su ciudad natal antes de matricularse en la Escuela de Artes Aplicadas y luego en la Real Academia de Arte de Dresde, donde conoció al pintor Otto Gussman y al arquitecto Wilhelm Kreis. Fue aquí, a partir de 1902, donde se convirtió en alumno de Gussmann; una relación que duró hasta 1906 cuando Pechstein conoció a Erich Heckel y fue invitado a unirse al grupo artístico Die Brücke. Fue miembro activo del Brücke hasta 1910 y a menudo trabajó junto a los pintores del Brücke que crean un estilo homogéneo de este período. En 1905 estuvo en Dresde, donde el museo de etnología mostraba tallas de madera de los mares del Sur y como resultado desarrolló su primer grabado en madera.
En 1907, Pechstein viajó a Italia para recibir un premio y, a su regreso en 1908, pasó una temporada en París, donde conoció al pintor fauvista Kees van Dongen, a quien convenció para que se uniera a Die Brücke. Más tarde, ese mismo año, Pechstein se trasladó a Berlín (un movimiento que sus compañeros harían en los tres años siguientes). Después de ser rechazado categóricamente para exponer en la Secesión de Berlín en 1910, ayudó a fundar y fue designado presidente de la Nueva Secesión y obtuvo reconocimiento por sus grabados decorativos y coloridos inspirados en el arte de Van Gogh, Matisse y los fauves.
En 1912, después de años de crecientes tensiones, Pechstein fue expulsado del Brücke después de exponer algunas de sus obras en la mencionada Nueva Secesión de Berlín solo y sin pinturas de otros miembros del Brücke. Esta expulsión fue relativamente feliz, ya que Pechstein había estado recibiendo recompensas y reconocimiento mucho más que sus compañeros debido a su estilo conservador que atraía a un público más amplio. Este reconocimiento lo distanció del grupo y generó animosidad entre los miembros. Con el tiempo, sus pinturas se volvieron más primitivistas, incorporando gruesas líneas negras y figuras angulares. En busca de inspiración, viajó a las Islas Palaos, en el océano Pacífico. Tras el estallido de la Primera Guerra Mundial, Pechstein fue internado en Japón y regresó a Alemania vía Shanghai, Manila y Nueva York. Fue enviado a luchar en el Frente occidental (Primera Guerra Mundial) en 1916.
A pesar de su postura y estilo notablemente conservadores, después de la Revolución Alemana de 1918-19, Pechstein se unió a dos grupos socialistas radicales: el Arbeitsrat für Kunst y el Grupo de Noviembre. A partir de 1922, Pechstein se convirtió en profesor en la Academia de Berlín.
A partir de 1933, Pechstein fue vilipendiado por los nazis debido a su arte. Se le prohibió pintar o exponer su arte y ese mismo año fue despedido de su puesto docente. Un total de 326 de sus pinturas fueron retiradas de los museos alemanes. Dieciséis de sus obras se expusieron en la exposición Arte Degenerado de 1937. Durante esta época trágica, Pechstein se recluyó en la Pomerania rural. Fue reintegrado en 1945 y posteriormente ganó numerosos títulos y premios por su trabajo.
Muchos de los coleccionistas de las obras de Pechstein eran judíos cuyas colecciones fueron confiscadas por los nazis o se perdieron debido a la persecución nazi. En mayo de 2013, las Colecciones de Pintura del Estado de Baviera acordaron restituir la Casa Blanca de Pechstein (1910) y su Valle de la pradera (1911) a los herederos de Curt Glaser. En julio de 2021, Francia decidió restituir a los herederos de Hugo Simón el Pechstein titulado Nus dans un paysage. En 2023, Christie's negoció un acuerdo con los herederos de Robert Graetz, un industrial textil y coleccionista de arte judío que fue deportado y asesinado por los nazis, en relación con el cuadro Naturaleza muerta con una taza, que la hija de Graetz vendió como refugiada en Sudáfrica.
Fue un prolífico grabador, que produjo 421 litografías, 315 xilografías y linóleos, y 165 grabados en calcografía.
Estuvo casado con Charlotte Karpolat desde 1911 hasta 1923 y más tarde estuvo casado con Marta Möller. Murió en Berlín Occidental y está enterrado en el Evangelischer Friedhof Alt-Schmargendorf de Berlín.

## Obras

Pechstein, Woman's Head (Fraukopf), c. 1911, M.T. Abraham Foundation

- Datos: Q162105
- Multimedia: Max Pechstein / Q162105